# Chasm Island (Neuseeland)
Chasm Island ist eine kleine Insel an der Südküste der Südinsel von Neuseeland.

## Geographie
Die Insel, die sich rund 95 km östlich von Invercargill, rund 35 km südsüdwestlich von Balclutha und gut 20 km südwestlich vom Nugget Point an der Südküste der Südinsel befindet, ist nur zwischen 1 und 25 m breiten Spalt vom Festland getrennt. Das so vom Festland abgetrennt bis etwas über 60 m hohe Stück Land besitzt eine Länge von rund 265 m in Südwest-Nordost-Richtung und misst an seiner breitesten Stelle rund 135 m. Ein kleiner Steg macht es möglich die Insel vom Festland aus zu betreten.

## Flora und Fauna
Die Insel ist gänzlich mit Gras bewachsen und verfügt weder über Büsche noch Bäume. Sie wird als Weideland für die Schafzucht verwendet.